# 1889 Пахмутова
1889 Пахмутова (1889 Pakhmutova) — астероїд головного поясу, відкритий 24 січня 1968 року.
Тіссеранів параметр щодо Юпітера — 3,176.